# 어도비 익스피리언스 클라우드
어도비 익스피리언스 클라우드(Adobe Experience Cloud, AEC, 이전 명칭: 어도비 마케팅 클라우드/Adobe Marketing Cloud, AMC)는 어도비사의 통합형 온라인 마케팅 및 웹 분석 제품 컬렉션이다.

## 역사
어도비 익스피리언스 클라우드에는 분석, 소셜, 광고, 미디어 최적화, 타게팅, 웹 경험 관리, 콘텐츠 관리 제품을 포함하고 있으며 광고 산업에 집중하며 아마존 웹 서비스에 호스팅된다.
다른 어도비 클라우드 서비스(예: 어도비 크리에이티브 클라우드)처럼 어도비 마케팅 클라우드는 사용자으l 유효한 구독을 가능케 함으로써 온라인 업데이트에 대한 오픈 액세스를 가지고 자신들의 컴퓨터에 직접 모든 컬렉션을 다운로드하고 사용할 수 있게 해준다.